# Яровой, Иван Савельевич
Иван Савельевич Яровой (1921—1979) — участник  Великой Отечественной войны полный кавалер  ордена Славы.

## Биография
Родился в селе Новомаргаритово Ростовской области в крестьянской семье. После окончания 4 классов школы работал в рыбхозе.
Призван в  Красную Армию в июне 1940 года. В боевых действиях принимал участие с августа 1942 г.
В ночь с 24 по 25 апреля 1944 во время боёв на подступах к населённому пункту Сиротино (Витебская область),  командир взвода Яровой, ворвался во вражескую траншею уничтожил двух солдат противника и взял в плен «языка». За это 3 мая 1944 был награжден  орденом Славы 3-й степени.
5 июля 1944 вместе с разведгруппой, разведал пути переправы войск через реку Западная Двина. 31 июля 1944 награжден  орденом Славы 2-й степени.
29 октября 1944 разведгруппа, которой командовал Яровой, проникла в тыл противника и захватила «языка». 24 марта 1945 награжден  орденом Славы 1-й степени.
Демобилизовался в 1945 году. После демобилизации переехал в город Азов, где работал машинистом на заводе кузнечно-прессового оборудования. Умер 5 апреля 1979 года.

## Награды
- Орден Славы I степени (24 марта 1945) [3]
- Орден Славы II степени (31 июля 1944) [4]
- Орден Славы III степени (3 мая 1944) [5]
- Орден Красной Звезды (16 января 1944) [6]
- Медаль «За отвагу» (21 января 1943) [7]
- Медаль «За оборону Сталинграда»[1]